# Orphanoiulus dinapolii
Orphanoiulus dinapolii är en mångfotingart som beskrevs av Pius Strasser 1960. Orphanoiulus dinapolii ingår i släktet Orphanoiulus och familjen pärlbandsfotingar. Inga underarter finns listade i Catalogue of Life.